# Бетлфорд
Бетлфорд (енгл. Battleford) је варошица у западном делу канадске провинције Саскачеван. Налази се на десној обали реке Северни Саскачеван, узводно од ушћа реке Бетл. На супротној обали налази се град Северни Бетлфорд.

## Историја
Насеље Бетлфорд основано је 1875. као војно утврђење и трговачка станица за трговину крзнима. У периоду између 1876. и 1883. Бетлфорд је обављао функцију административног средишта Северозападних територија које су тада обухватале Алберту, Саскачеван, Нунавут, северни Кебек, северни Онтарио и данашње Северозападне територије. Током Северозападног устанка који су Метиси 1885. подигли против канадских власти насеље је у потпуности опљачкано.

## Демографија
Према резултатима пописа становништва из 2011. у варошици је живело 4.065 становника у укупно 1.652 домаћинства, што је за 10,3% више у односу на 3.685 житеља колико је регистровано 
приликом пописа 2006. године.
| 2006. | 2011. |
| ----- | ----- |
| 3.685 | 4.065 |